# UNGG

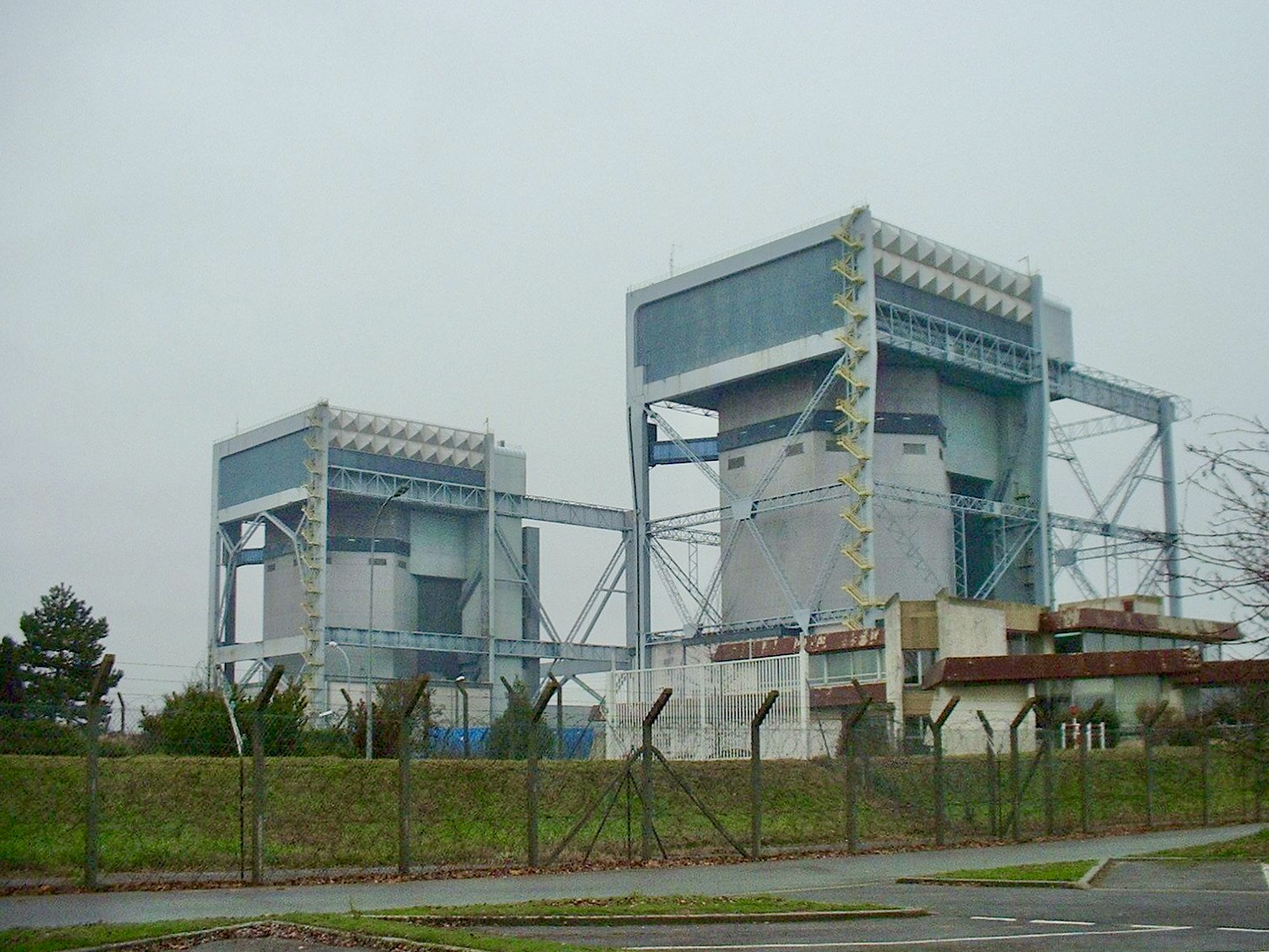
Два реактори UNGG на атомній електростанції Сен-Лоран

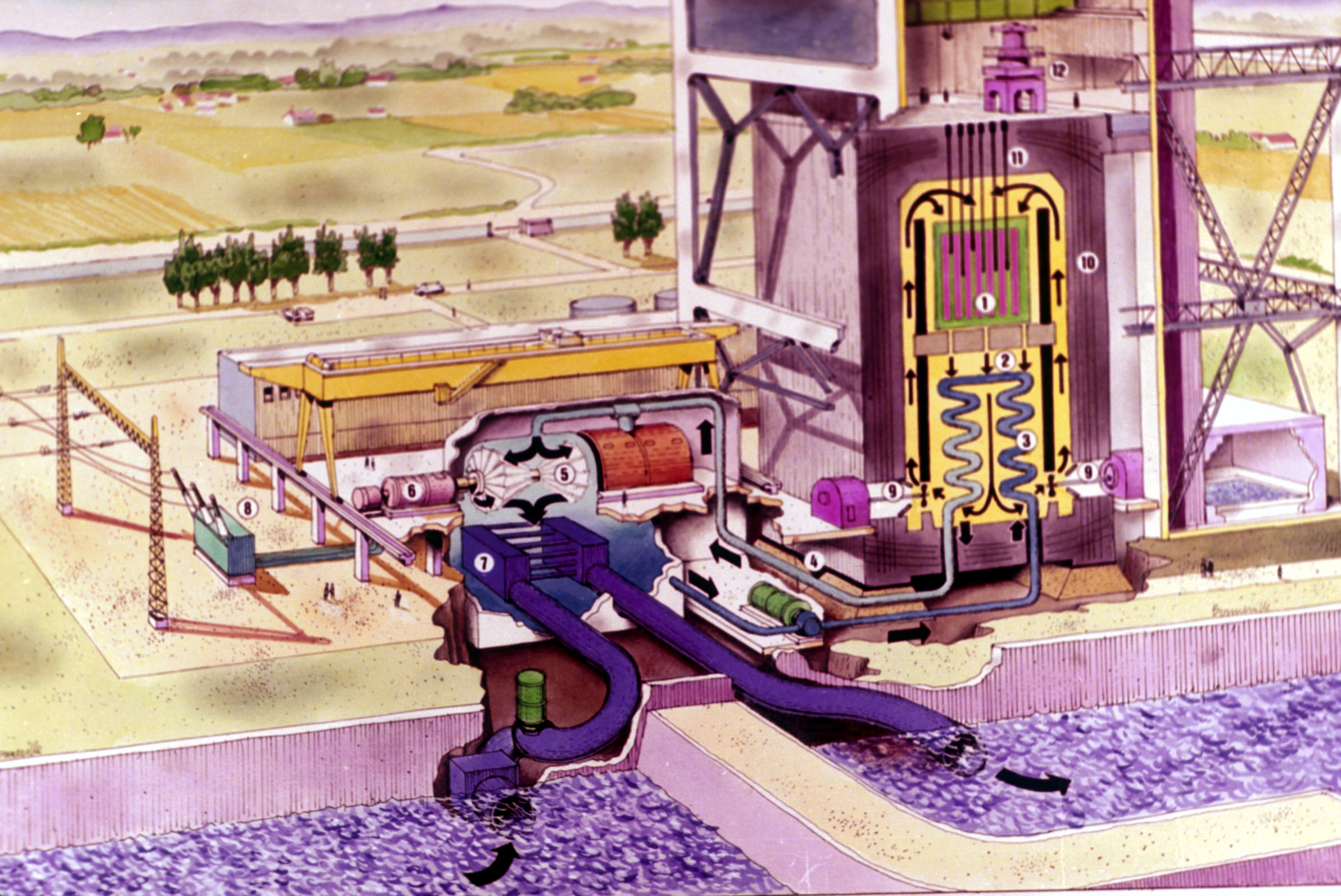
Схема реактора УНГГ

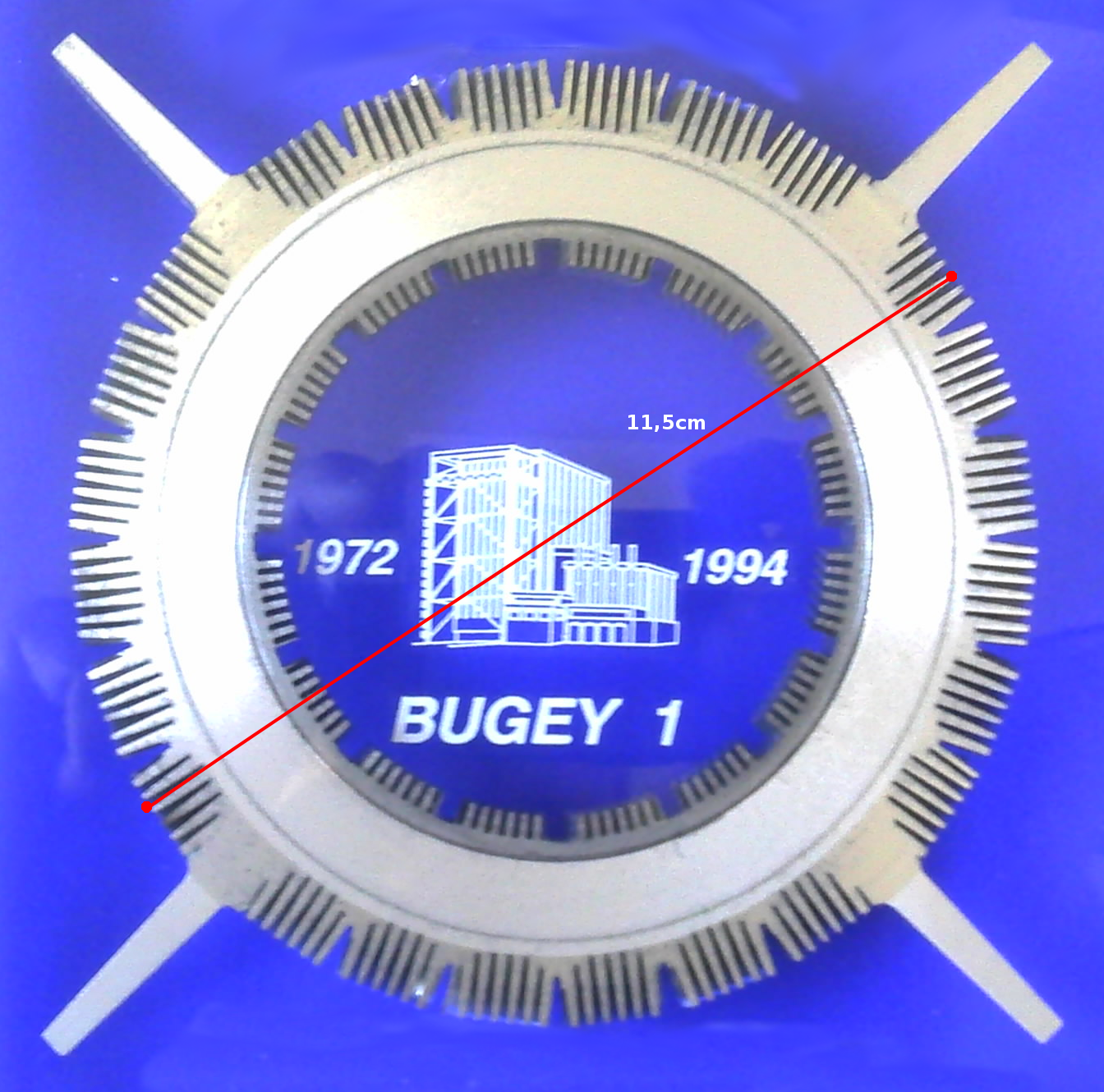
Поперечний переріз палива UNGG, що показує внутрішній шлях охолодження

UNGG (Uranium Naturel Graphite Gaz) — застарілий ядерний енергетичний реактор, розроблений у Франції. Його сповільнювач графіт, охолоджувач вуглекислий газ і заправляли природним металевим ураном. Перше покоління французьких атомних електростанцій були UNGG, як і блок 1 Вандельос в Іспанії. З десяти побудованих блоків усі були закриті до кінця 1994 року, більшість з економічних причин через витрати на персонал.
UNGG і Magnox є двома основними типами газоохолоджуваних реакторів (GCR). Реактор UNGG часто називають просто GCR в англійських документах, або іноді вільно як Magnox . Він був розроблений незалежно та паралельно з британським проектом Magnox, а також для задоволення аналогічних вимог щодо одночасного виробництва електроенергії та плутонію. Перші реактори UNGG у Маркулі використовували горизонтальні паливні канали та бетонну конструкцію утримування. Chinon A1 використовував вертикальні паливні канали, як і британські реактори Magnox, і сталевий резервуар під тиском.

## Блоки
- G1, G2 і G3 у Marcoule. G1 був першим UNGG, який став критичним у 1956 році.
- Атомна електростанція Шинон A1, A2 і A3 в Ендрі і Луарі.
- Атомні електростанції Saint-Laurent A1 і A2 в Луар-і-Шер працювали з 1969 і 1971 по квітень 1990 і червень 1992.
- Реактор 1 на атомній електростанції Bugey в Ені, останній UNGG, побудований у Франції, перший критичний стан у 1972 році, закритий у травні 1994 року.
- Перший блок атомної електростанції Vandellòs в Іспанії, єдиний UNGG, побудований за межами Франції, закритий у липні 1990 року.